# 惡女 (漫畫)
《惡女》是日本漫畫家深見惇所創作的日本漫畫作品。於1988年至1997年在講談社《BE・LOVE》漫畫雜誌連載，單行本全37卷。在1991年時獲選第十五屆講談社漫畫賞一般部門。1992年時由讀賣電視台改編成電視連續劇，石田光主演，全11集。
2022年4月日本電視台時隔30年翻拍，《惡女～誰說工作不帥氣？》。由今田美櫻主演。

## 故事大綱
靠關係進入近江物產文具管理室的的普通職員田中麻理鈴對公司內一位替她拾起粉盒的男性員工一見鍾情，在麻理鈴翻找公司員工存留的大頭照後得知該男性名字簡寫為T‧O，除此之外麻理鈴對他毫無知悉。為了再次見到T‧O，麻理鈴努力地在公司內發奮工作。

## 登場人物

### 近江物產
田中麻理鈴（田中麻理鈴）
主角，在三流大學以四流成績畢業，靠著走後門進入一流企業近江物產。性格非常樂天，食量大、酒量也好，擅長在宴會表演和桌上遊戲。名字的由來是瑪麗蓮·夢露。
田村收（田村収）
近江物產高級職員。非常溫柔又帥氣的男性，麻理鈴的粉盒被他撿到。

## 出版書籍
單行本
| 冊數 | 講談社         | 講談社                 | 時報出版       | 時報出版           |
| 冊數 | 發售日期       | ISBN                   | 發售日期       | ISBN               |
| ---- | -------------- | ---------------------- | -------------- | ------------------ |
| 1    | 1989年7月10日  | ISBN 978-4-06-317307-9 | 1994年9月8日   | ISBN 957-13-1265-7 |
| 2    | 1989年7月10日  | ISBN 978-4-06-317308-6 | 1994年9月8日   | ISBN 957-13-1266-5 |
| 3    | 1989年9月8日   | ISBN 978-4-06-317314-7 | 1994年9月8日   | ISBN 957-13-1267-3 |
| 4    | 1989年10月11日 | ISBN 978-4-06-317323-9 | 1994年9月8日   | ISBN 957-13-1268-1 |
| 5    | 1989年11月9日  | ISBN 978-4-06-317328-4 | 1994年10月8日  | ISBN 957-13-1269-X |
| 6    | 1990年2月8日   | ISBN 978-4-06-317343-7 | 1994年10月8日  | ISBN 957-13-1270-3 |
| 7    | 1990年3月9日   | ISBN 978-4-06-317348-2 | 1994年10月18日 | ISBN 957-13-1271-1 |
| 8    | 1990年5月9日   | ISBN 978-4-06-317356-7 | 1994年10月18日 | ISBN 957-13-1272-X |
| 9    | 1990年8月3日   | ISBN 978-4-06-317371-0 | 1994年10月28日 | ISBN 957-13-1273-8 |
| 10   | 1990年12月3日  | ISBN 978-4-06-317386-4 | 1994年10月28日 | ISBN 957-13-1274-6 |
| 11   | 1991年3月6日   | ISBN 978-4-06-317503-5 | 1994年11月8日  | ISBN 957-13-1275-4 |
| 12   | 1991年6月7日   | ISBN 978-4-06-317520-2 | 1994年11月8日  | ISBN 957-13-1276-2 |
| 13   | 1991年9月10日  | ISBN 978-4-06-317527-1 | 1994年11月18日 | ISBN 957-13-1277-0 |
| 14   | 1991年12月5日  | ISBN 978-4-06-317534-9 | 1994年11月18日 | ISBN 957-13-1278-9 |
| 15   | 1992年3月10日  | ISBN 978-4-06-317546-2 | 1994年11月28日 | ISBN 957-13-1279-7 |
| 16   | 1992年6月9日   | ISBN 978-4-06-317559-2 | 1994年11月28日 | ISBN 957-13-1280-0 |
| 17   | 1992年10月8日  | ISBN 978-4-06-317576-9 | 1994年12月8日  | ISBN 957-13-1281-9 |
| 18   | 1993年1月11日  | ISBN 978-4-06-317588-2 | 1994年12月8日  | ISBN 957-13-1282-7 |
| 19   | 1993年3月10日  | ISBN 978-4-06-317595-0 | 1994年12月18日 | ISBN 957-13-1283-5 |
| 20   | 1993年6月8日   | ISBN 978-4-06-317607-0 | 1994年12月18日 | ISBN 957-13-1284-3 |
| 21   | 1993年9月9日   | ISBN 978-4-06-317616-2 | 1994年12月28日 | ISBN 957-13-1285-1 |
| 22   | 1993年12月9日  | ISBN 978-4-06-317626-1 | 1994年12月28日 | ISBN 957-13-1286-X |
| 23   | 1994年2月8日   | ISBN 978-4-06-317635-3 | 1995年1月8日   | ISBN 957-13-1287-8 |
| 24   | 1994年4月8日   | ISBN 978-4-06-317643-8 | 1995年2月18日  | ISBN 957-13-1288-6 |
| 25   | 1994年6月8日   | ISBN 978-4-06-317651-3 | 1995年2月18日  | ISBN 957-13-1289-4 |
| 26   | 1994年10月11日 | ISBN 978-4-06-317666-7 | 1995年2月28日  | ISBN 957-13-1542-7 |
| 27   | 1995年1月9日   | ISBN 978-4-06-317683-4 | 1995年5月8日   | ISBN 957-13-1633-4 |
| 28   | 1995年4月10日  | ISBN 978-4-06-317694-0 | 1995年7月8日   | ISBN 957-13-1634-2 |
| 29   | 1995年7月10日  | ISBN 978-4-06-317706-0 | 1995年10月28日 | ISBN 957-13-1635-0 |
| 30   | 1995年10月11日 | ISBN 978-4-06-317720-6 | 1996年1月8日   | ISBN 957-13-1636-9 |
| 31   | 1996年1月10日  | ISBN 978-4-06-317733-6 | 1996年4月28日  | ISBN 957-13-1906-6 |
| 32   | 1996年4月10日  | ISBN 978-4-06-317746-6 | 1996年7月8日   | ISBN 957-13-1907-4 |
| 33   | 1996年7月10日  | ISBN 978-4-06-317759-6 | 1996年10月8日  | ISBN 957-13-1908-2 |
| 34   | 1996年10月8日  | ISBN 978-4-06-317772-5 | 1997年1月8日   | ISBN 957-13-1909-0 |
| 35   | 1997年1月10日  | ISBN 978-4-06-317785-5 | 1997年5月18日  | ISBN 957-13-1910-4 |
| 36   | 1997年4月9日   | ISBN 978-4-06-317798-5 | 1997年11月28日 | ISBN 957-13-2390-X |
| 37   | 1997年7月9日   | ISBN 978-4-06-317811-1 | 1997年12月26日 | ISBN 957-13-2391-8 |

文庫版
| 冊數 | 講談社         | 講談社                 |
| 冊數 | 發售日期       | ISBN                   |
| ---- | -------------- | ---------------------- |
| 1    | 1998年11月12日 | ISBN 978-4-06-260501-4 |
| 2    | 1998年11月12日 | ISBN 978-4-06-260502-1 |
| 3    | 1998年11月12日 | ISBN 978-4-06-260503-8 |
| 4    | 1998年12月9日  | ISBN 978-4-06-260519-9 |
| 5    | 1998年12月9日  | ISBN 978-4-06-260520-5 |
| 6    | 1999年1月11日  | ISBN 978-4-06-260526-7 |
| 7    | 1999年1月11日  | ISBN 978-4-06-260527-4 |
| 8    | 1999年2月9日   | ISBN 978-4-06-260533-5 |
| 9    | 1999年2月9日   | ISBN 978-4-06-260534-2 |
| 10   | 1999年3月12日  | ISBN 978-4-06-260539-7 |
| 11   | 1999年3月12日  | ISBN 978-4-06-260540-3 |
| 12   | 1999年4月8日   | ISBN 978-4-06-260556-4 |
| 13   | 1999年4月8日   | ISBN 978-4-06-260557-1 |
| 14   | 1999年5月11日  | ISBN 978-4-06-260575-5 |
| 15   | 1999年5月11日  | ISBN 978-4-06-260576-2 |
| 16   | 1999年6月10日  | ISBN 978-4-06-260585-4 |
| 17   | 1999年6月10日  | ISBN 978-4-06-260586-1 |
| 18   | 1999年7月12日  | ISBN 978-4-06-260615-8 |
| 19   | 1999年7月12日  | ISBN 978-4-06-260616-5 |

## 1992年電視劇
由讀賣電視台製作，自1992年4月18日起至1992年6月27日止，每星期六播放。

### 演員
- 田中麻理鈴 - 石田光（香港配音：譚淑嫻）
- 小野忠 - 布施博（香港配音：黃志成）
- 木村美佐子 - 渡邊滿里奈（香港配音：曾月娥）
- 岡野明彦 - 石橋保（香港配音：曾秉輝）
- 石井隆博 - 永瀨正敏（香港配音：羅偉傑）
- 峰岸佐和 - 倍賞美津子（香港配音：譚淑英）
- 三島達郎 - 岸部一德

### 製作人員
- 原作：深見惇
- 脚本：神山由美子
- 演出：山本和夫 (YTV)、森一弘、国本雅広、吉田使憲
- 音樂：小林泉美、嘉多山信、森英治
- 音樂監督：近藤由紀夫
- 技術協力：FORTUNE
- 美術協力：ACS
- 編輯、MA：東通Video Center
- 工作室：綠山Studio City
- 企画：伊地智啓、諏訪道彦 (YTV)
- 監製：齋藤勇司、鈴木聰、山本和夫 (YTV)
- 制作：讀賣電視台、Kitty film

### 主題曲
- 主題曲〈Thank You My Girl〉RABBIT
- Theme Song〈思い出の瞳〉Date of Birth
- 插入曲〈もう一度逢いたくて〉並河祥太、高橋洋子

### 播放日程
| 各話        | 播放日期      | 副標題 | 演出     |
| ----------- | ------------- | ------ | -------- |
| LEVEL 1     | 1992年4月18日 |        | 山本和夫 |
| LEVEL 2     | 1992年4月25日 |        | 森一弘   |
| LEVEL 3     | 1992年5月02日 |        | 森一弘   |
| LEVEL 4     | 1992年5月09日 |        | 国本雅広 |
| LEVEL 5     | 1992年5月16日 |        | 国本雅広 |
| LEVEL 6     | 1992年5月23日 |        | 森一弘   |
| LEVEL 7     | 1992年5月30日 |        | 森一弘   |
| LEVEL 8     | 1992年6月06日 |        | 国本雅広 |
| LEVEL 9     | 1992年6月13日 |        | 国本雅広 |
| LEVEL 10    | 1992年6月20日 |        | 吉田使憲 |
| FINAL LEVEL | 1992年6月27日 |        | 森一弘   |

## 2022年電視劇
《惡女～誰說工作不帥氣？》是日本電視台於2022年4月13日至6月15日播出的週三連續劇，由今田美櫻主演。
台灣由KKTV自4月14日起獨家跟播。

### 登場人物

#### 主要人物
- 田中麻理鈴：今田美櫻 （香港配音：成瑤孆）

擔任OHMIX株式會社總務部備品管理課勤務（第1話）。人事部（第2話）。行銷部（第3話）。125周年企劃組(第4話)。營業部・營業四課（第5話）。總務部備品管理課（第8話）。「女性管理職五割計畫 推進室」（第9話）。「JK5推進室分室」→「新・JK5推進室」（最終話）。
- 峰岸雪：江口德子 [3]（香港配音：梁少霞）

備品管理部前輩員工。傳授麻理鈴出世秘訣。

#### 近江株式會社
- T・O：向井理[4]（香港配音：曹啟謙）

麻理鈴一見鍾情命中注定的人。
- 小野忠：鈴木伸之[5]（香港配音：關令翹）

在公司一路往上升職的精英員工。
- 山瀬修：高橋文哉[6]（香港配音：黃積權）

對OHMIX情報很了解的清潔員工。

##### 營業部
- 大井美加：志田未來（第1集）[7]（香港配音：何璐怡）

營業一課。入社第三年。
- 白田哲士：荒牧慶彥（第1集）（香港配音：鍾見麟）

營業一課。與小野忠是同期。
- 高木真守：高木智之（第1集）（香港配音：陳耀楠）

營業一課・課長。
- 赤山：小熊樹（第1集）

營業一課。
- 綠川：大村わたる（第1集）

營業一課。
- 押立信也：長谷川ティティ（第4集）

125周年項目成員。
- 若松雅樹：濱田和馬（第4集）

125周年項目成員。
- 三島正則：山口智充（第5、6集）（香港配音：翟耀輝）

營業四課・課長。
- 七尾明：松田凌（第5、6、8集）（香港配音：李鎮然）

營業四課。三島課長的部下。
- 萬田志津香：寺川里奈（第5、6集）（香港配音：張頌欣）

營業四課。
- 百田綾乃：水上京香（第5、6集）（香港配音：何璐怡）

營業四課。
- 千野光司：サカモト（第5、6集）

營業四課。

##### 人事部
- 夏目聰子：石田光[8]（香港配音：曾秀清）

人事課長。1992版惡女女主角田中麻里玲。
- 江上達彥：林泰文（第2、7集）（香港配音：陳卓智）

人事部・部長。
- 森岡巧：和田雅成（第2、9集）（香港配音：陳卓智）

與小野忠是同期。
- 春田すみれ：石川戀（第1、2集）（香港配音：詹健兒）
- 秋山葵：鈴木たまよ（第1、2、9、10集）（香港配音：張頌欣）
- 佐伯琴美：羽瀬川なぎ（第1、2集）
- 小林櫻：小野川晶（第1、2集）（香港配音：廖欣怡）

##### Customer Center（顧客中心）部
- 三瓶花子：渡邊江里子（阿佐谷姊妹）（第2集）（香港配音：謝潔貞）
- 宮川桃花：椿弓里奈（第2集）（香港配音：陳皓宜）
- 石川啟太：小多田直樹（第2集）（香港配音：翟耀輝）
- 千葉杏奈：林加奈子（第2集）

##### Marketing（市場）部
- 梨田友子：石橋靜河[9]（香港配音：詹健兒）
- 恩田和久：高橋健介（第3集）
- 清水淳：おかやまはじめ（第3、4、5、10集）（香港配音：葉振聲）
- 早見若葉：須藤葉希（第3、10集）（香港配音：陳皓宜）
- 稻垣香織：大浦千佳（第3集）

##### Engineering（工程師）部
- 川端光：近藤春菜（香港配音：黃鳳英）[10]

小野忠的同期。

##### 企劃開發部
- 畑中健介：阿南健治（香港配音：蕭徽勇）

企劃開發部・部長。
- 笹沼エミリ：Sonim（第8、9、10集）（香港配音：魏惠娥）

企劃開發部・企劃開發一課・部長。
- 是政誠：赤井遼太郎（第3、4、6、8、9、10集）（香港配音：梁偉德）

企劃開發一課。
- 宮西加奈：大原梓（第1、2、4、9、10集）（香港配音：何璐怡）

企劃開發一課，小野忠的同期。
- 板倉夕子：石井杏奈（第6集）（香港配音：黃昕瑜）

企劃開發一課。
- 如月隼人：味方良介（第7集）（香港配音：李鎮然）

小野忠的同期。
- 間宮麻美子：櫻井由紀（第8、9、10集）（香港配音：劉惠雲）

由企劃開發部轉往備品管理課。
- 月島亮一：高橋努（第9、10集）（香港配音：麥皓豐）

企劃開發一課。
- 星野奏：阿佐辰美（第9、10集）（香港配音：鍾見麟）

企劃開發一課。

##### 業務管理部
- 三谷幸子：須藤理彩（第5集）（香港配音：沈小蘭）

三島課長的前妻。

##### 廣報部
- 根津綠：北乃綺（第7集）（香港配音：陳琴雲）

##### 經理部
- 滝川基樹：信太昌之（第2集）（香港配音：李錦綸）

部長。
- 吉武：廻飛呂男（第8集）

##### 商品部
- 及川隆：碓井英司（第2、6、9集）（香港配音：蕭徽勇）

##### 海外事業本部
- マイケル・キース：Robin Barde（第6集）

##### 情報產業商業部
- 大島剛志：内藤聖羽（第2、7集）（香港配音：李錦綸）

##### 和服出租部
- 室井守：阿部翔平（第7集）

##### 總務部
- 真島：小野了（第8集）（香港配音：陳欣）

總務部長。
- 竹内一成：佐戶井賢太（香港配音：盧國權）

總務部・備品管理課・課長。
- 町山博道：藤田秀世（香港配音：陳永信）

隸屬於總務部・備品管理課。
- 本山祐介：畫大（香港配音：李錦綸）

隸屬於總務部・備品管理課。
- 土方周防：今井隆文（第8、9、10集）（香港配音：雷霆）

##### 女性管理職五割計劃推進室
- 森麻實：川面千晶（第9、10集）（香港配音：凌晞）
- 一條菜菜：佐佐木史帆（第9、10集）（香港配音：廖欣怡）

##### 高層
- 島田禮治：小木茂光（香港配音：潘文柏）

OHMIX株式會社專務。
- 神山傳：山田明郷（香港配音：招世亮）

OHMIX株式會社社長。
- 神山傳彌：野間口徹（第5、6、7集）（香港配音：張錦江）
- 阿藤陸（第7集）
- 馬場平藏（第7集）

##### 接待
- 廣田萌：池上紗理依（第6集）
- 朝日紀香：伊藤麗（第6集）

##### 清潔員工
- 遠藤：山下裕子（香港配音：雷碧娜）

清潔員工。
- 吉田：四戶圭子（香港配音：黃鳳英）

清潔員工。

#### 其他
- 村松カンナ：あかせあかり（香港配音：廖欣怡）

居酒屋店員。

#### 客串

##### 第一集
- 居酒屋客人：金ちゃん、坂井良多（香港配音：潘文柏、李錦綸）
- 徳田永作：平泉成（香港配音：陳永信）

德田傢俬社長
- 長谷川大五郎：市山貴章

德田傢俬專務

##### 第三集
- アンミカ：本人出演
- 「くるま屋」店員：金在中（香港配音：曹啟謙）
- 龜井：龜岡孝洋（香港配音：陳卓智）

##### 第四集
- 鬼丸：富永愛（香港配音：劉惠雲）
- ぶつかりおじさん：小宮浩信

##### 第五集
- マル：渡邊哲
- アカギ：遠山俊也（香港配音：招世亮）
- チホ：yukino（香港配音：陳皓宜）

##### 第六集
- 國安隼：升毅（香港配音：招世亮）

##### 第七集
- 小林宏：剛洲（香港配音：林國雄）
- 小林的母親：木村翠
- 記者：マーシュ彩
- 鈴木タロウ：高松潤
- 佐山達也：兩角周

##### 第八集
- 竹内えり子：加藤貴子（香港配音：袁淑珍）
- 間宮翔：森田湊斗
- 間宮花戀：由地珠苺
- 麻理鈴幻想的女兒：英茉

##### 第九集
- 谷村：秋山柚稀（香港配音：羅孔柔）
- 別府隆太：今里真
- 日向：加藤滿
- 講師：三木美加子

##### 第十集
- 間宮司：植木祥平（香港配音：陳卓智）
- 熱瑜珈講師：春日井靜奈（香港配音：許盈）
- 一條前上司：成松修（香港配音：梁志達）

### 製作團隊
- 原作：深見惇（講談社『BE・LOVE』）
- 編劇：後藤法子、松島瑠璃子
- 配樂：松本晃彥
- 旁白：島本須美（香港配音：曾秀清）
- 導演：南雲聖一、内田秀実、山田信義
- 總製作人：加藤正俊
- 製作人：諸田景子、小田玲奈、大塚英治、平井十和子
- 製作協力：K Factory（日语：ケイファクトリー）
- 製作著作：日本電視台

### 主題曲
- J-JUN with XIA (JUNSU)「六等星」（First JB music）

### 播出日程
| 集數                                                                       | 播出日期 | 副標題                                              | 標題 | 導演     | 收視率 |
| -------------------------------------------------------------------------- | -------- | --------------------------------------------------- | ---- | -------- | ------ |
| 第1話                                                                      | 4月13日  | -{1st STAGE コロナ年入社 （備品管理課）}-           |      | 南雲聖一 | 8.5%   |
| 第2話                                                                      | 4月20日  | -{2nd STAGE 女の敵は女!? (人事部)}-                 |      | 南雲聖一 | 8.1%   |
| 第3話                                                                      | 4月27日  | -{3rd STAGE 省エネ節約社員 （マーケティング部）}-   |      | 内田秀実 | 7.9%   |
| 第4話                                                                      | 5月04日  | -{4th STAGE 男女格差 （125周年プロジェクト）}-      |      | 南雲聖一 | 7.3%   |
| 第5話                                                                      | 5月11日  | -{5th STAGE 社内恋愛 （営業部）}-                   |      | 内田秀実 | 7.2%   |
| 第6話                                                                      | 5月18日  | -{6th STAGE 先輩 （営業部）}-                       |      | 山田信義 | 7.0%   |
| 第7話                                                                      | 5月25日  | -{7th STAGE 社内政治 （社長ジュニア企画）}-         |      | 南雲聖一 | 7.0%   |
| 第8話                                                                      | 6月01日  | -{8th STAGE 働き甲斐 （備品管理課 再び）}-          |      | 山田信義 | 7.3%   |
| 第9話                                                                      | 6月08日  | -{9th STAGE 女性の管理職5割計画 （JK5）}-           |      | 内田秀実 | 7.0%   |
| 最終話                                                                     | 6月15日  | -{10th STAGE ガラスの天井 （女性の管理職5割計画）}- |      | 南雲聖一 | 7.7%   |
| 平均收視率 7.5% （收視率由Video Research調查關東地區、世帶的即時統計結果） |          |                                                     |      |          |        |

## 外部連結
- 惡女～誰說工作很遜？｜日本電視台 （页面存档备份，存于）（日語）
- 惡女～誰說工作很遜？的X（前Twitter）（日語）
- 惡女～誰說工作很遜？【官方】的Instagram帳戶（日語）

## 關聯項目
- 派遣女王
- 性別歧視主義
- 社會性別

### 作品變遷
| 日本 日本電視台 週三連續劇                        | 日本 日本電視台 週三連續劇                        | 日本 日本電視台 週三連續劇 |
| ------------------------------------------------- | ------------------------------------------------- | -------------------------- |
|                                                   | 惡女～誰說工作不帥氣？ （2022年4月13日－6月15日） |                            |
| 亂來！我居然會成為社長 （2022年1月12日－3月16日） | 家庭教師寅子 （2022年7月20日－9月21日）           |                            |

| 臺灣 緯來日本台 每週一至五 22:00-23:00 | 臺灣 緯來日本台 每週一至五 22:00-23:00                    | 臺灣 緯來日本台 每週一至五 22:00-23:00 |
| -------------------------------------- | --------------------------------------------------------- | -------------------------------------- |
|                                        | 惡女 （2022年8月26日－9月8日）                            |                                        |
| 社長小姐 （2022年8月12日－8月25日）    | Oh! My Boss!戀愛放別冊（重播） （2022年9月12日－9月23日） |                                        |

| 香港 亞洲劇台 每週六、日 08:30-09:30     | 香港 亞洲劇台 每週六、日 08:30-09:30              | 香港 亞洲劇台 每週六、日 08:30-09:30 |
| ---------------------------------------- | ------------------------------------------------- | ------------------------------------ |
|                                          | 惡女～誰說工作很遜？～ （2023年1月14日－2月12日） |                                      |
| 誘愛入局 （2022年10月8日－2023年1月8日） | 想見你 （2023年2月18日－4月29日）                 |                                      |